# Leichtathletik-Europameisterschaften 2006/Weitsprung der Frauen

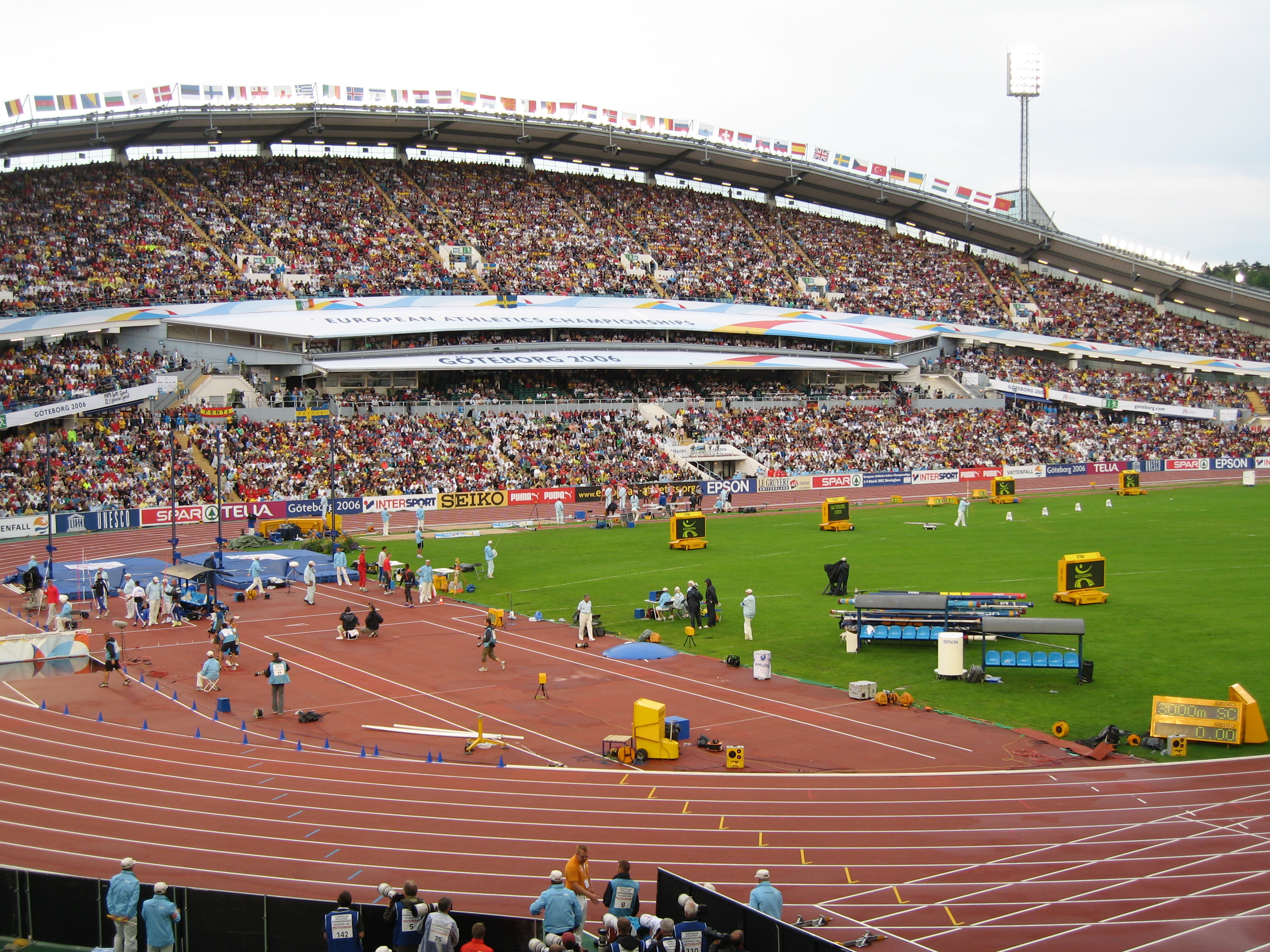
Das Ullevi-Stadion in Göteborg während der Europameisterschaften 2006

Der Weitsprung der Frauen bei den Leichtathletik-Europameisterschaften 2006 wurde am 11. und 13. August 2006 im Ullevi-Stadion der schwedischen Stadt Göteborg ausgetragen.
Die russischen Weitspringerinnen errangen in diesem Wettbewerb mit Gold und Bronze zwei Medaillen. Europameisterin wurde Ljudmila Koltschanowa. Sie gewann vor der Portugiesin Naide Gomes. Bronze ging an Oxana Udmurtowa.

## Bestehende Rekorde
| Weltrekord           | 7,52 m | Galina Tschistjakowa | Leningrad (heute St. Petersburg), Sowjetunion (heute Russland) | 11. Juni 1988   |
| Europarekord         | 7,52 m | Galina Tschistjakowa | Leningrad (heute St. Petersburg), Sowjetunion (heute Russland) | 11. Juni 1988   |
| Meisterschaftsrekord | 7,27 m | Heike Drechsler      | EM Stuttgart, BR Deutschland                                   | 27. August 1986 |

Der bestehende EM-Rekord wurde bei diesen Europameisterschaften nicht erreicht. Die größte Weite erzielte die russische Europameisterin Ljudmila Koltschanowa im Finale mit 6,93 m bei einem Rückenwind von 1,3 m/s, womit sie 34 Zentimeter unter dem Rekord blieb. Zum Welt- und Europarekord fehlten ihr 59 Zentimeter.

## Windbedingungen
In den folgenden Ergebnisübersichten sind die Windbedingungen zu den jeweiligen Sprüngen mitbenannt. Der erlaubte Grenzwert liegt bei zwei Metern pro Sekunde. Bei stärkerer Windunterstützung wird die Weite für den Wettkampf gewertet, findet jedoch keinen Eingang in Rekord- und Bestenlisten.

## Legende
Kurze Übersicht zur Bedeutung der Symbolik – so üblicherweise auch in sonstigen Veröffentlichungen verwendet:
| NM  | keine Weite (no mark)          |
| ogV | ohne gültigen Versuch          |
| DNS | nicht am Start (did not start) |
| –   | verzichtet                     |
| x   | ungültig                       |

## Qualifikation
11. August 2006, 17:40 Uhr
29 Wettbewerberinnen traten in zwei Gruppen zur Qualifikationsrunde an. Drei von ihnen (hellblau unterlegt) übertrafen die Qualifikationsweite für den direkten Finaleinzug von 6,65 m. Damit war die Mindestzahl von zwölf Finalteilnehmerinnen nicht erreicht. Das Finalfeld wurde mit den neun nächstplatzierten Sportlerinnen (hellgrün unterlegt) auf zwölf Springerinnen aufgefüllt. So reichten für die Finalteilnahme schließlich 6,51 m.

### Gruppe A

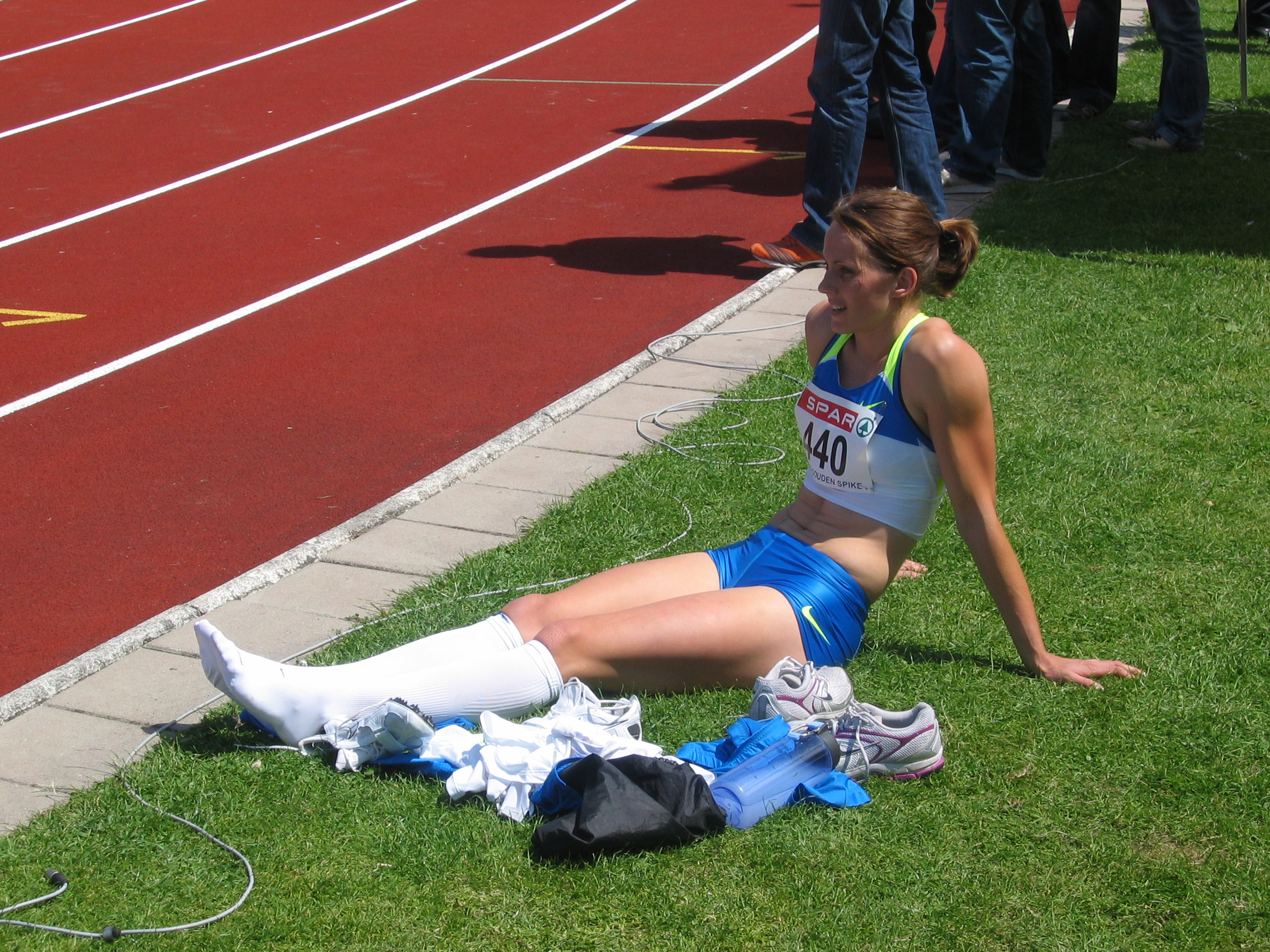
Kelly Sotherton, hier Siebte im Siebenkampf, fehlten elf Zentimeter für die Finalteilnahme
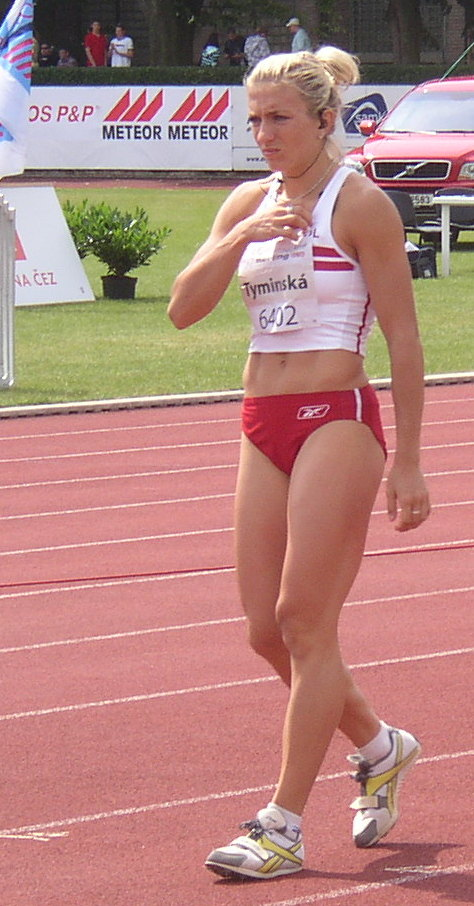
Mit 6,34 m erreichte Karolina Tymińska  nicht das Finale
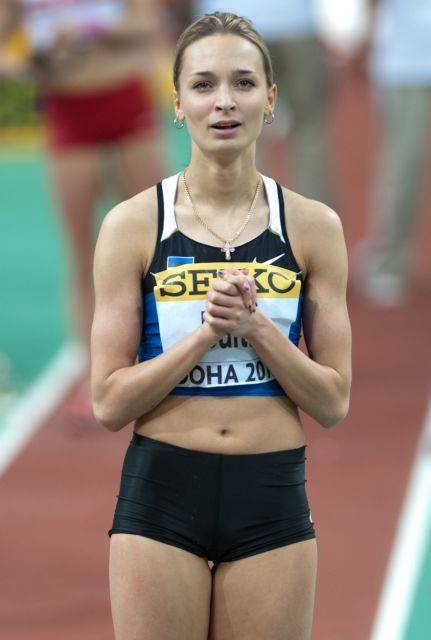
Ksenija Balta erzielte 6,03 m, was deutlich zu wenig hinsichtlich der Finalteilnahme war

| Platz | Name                       | Nation         | Bestweite (m) | 1. Versuch (m) Wind (m/s) | 2. Versuch (m) Wind (m/s) | 3. Versuch (m) Wind (m/s) |
| 1     | Ljudmila Koltschanowa      | Russland       | 6,74          | 6,74 / +0,8               | –                         | –                         |
| 2     | Niurka Montalvo            | Spanien        | 6,55          | 6,44 / +2,0               | 6,55 / +0,7               | –                         |
| 3     | Hrisopiyí Devetzí          | Griechenland   | 6,54          | 6,25 / +0,5               | 6,54 / +0,9               | 6,33 / +1,0               |
| 4     | Carolina Klüft             | Schweden       | 6,53          | 6,45 / +0,9               | 6,34 / +0,9               | 6,53 +0,6                 |
| 5     | Tünde Vaszi                | Ungarn         | 6,51          | 6,24 / +2,2               | 6,51 / +1,1               | 6,48 / +0,6               |
| 6     | Kelly Sotherton            | Großbritannien | 6,40          | 6,40 / +1,6               | 6,17 / +1,3               | 6,16 / +0,8               |
| 7     | Karolina Tymińska          | Polen          | 6,34          | 6,30 / +1,7               | 6,34 / −0,2               | x                         |
| 8     | Iryna Charnushenka-Stasiuk | Belarus        | 6,24          | 6,23 / +0,4               | 6,24 / +0,5               | 6,17 / +0,8               |
| 9     | Viorica Țigău              | Rumänien       | 6,23          | 6,22 / +1,1               | x                         | 6,23 / +0,6               |
| 10    | Viktoriya Molchanova       | Ukraine        | 6,15          | 6,12 / +0,3               | 6,15 / +0,4               | 6,11 / +0,6               |
| 11    | Natalia Kilpeläinen        | Finnland       | 6,14          | 5,92 / +0,2               | 6,14 / +0,4               | 6,04 / +0,2               |
| 12    | Ksenija Balta              | Estland        | 6,03          | x                         | x                         | 6,03 / −0,2               |
| 13    | Svetlana Gnezdilov         | Israel         | 5,85          | 5,72 / +1,1               | 5,85 / +0,9               | 5,75 / +1,4               |
| 14    | Alexandra Zelenina         | Moldau         | 5,59          | 5,59 / −0,5               | 5,52 / −0,4               | 5,58 / +1,1               |
| NM    | Milena Milašević           | Mazedonien     | ogV           | x                         | x                         | x                         |
| DNS   | Claudia Tonn               | Deutschland    |               |                           |                           |                           |
| DNS   | Ineta Radēviča             | Lettland       |               |                           |                           |                           |

### Gruppe B

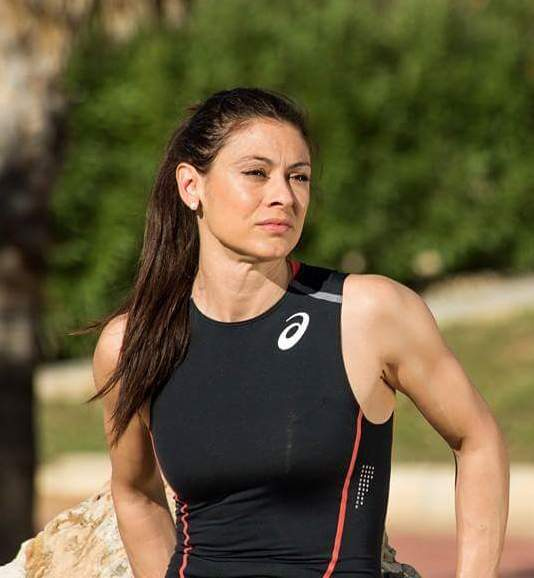
Mit 6,49 m sprang Concepción Montaner zwei Zentimeter zu kurz, um im Finale dabei zu sein
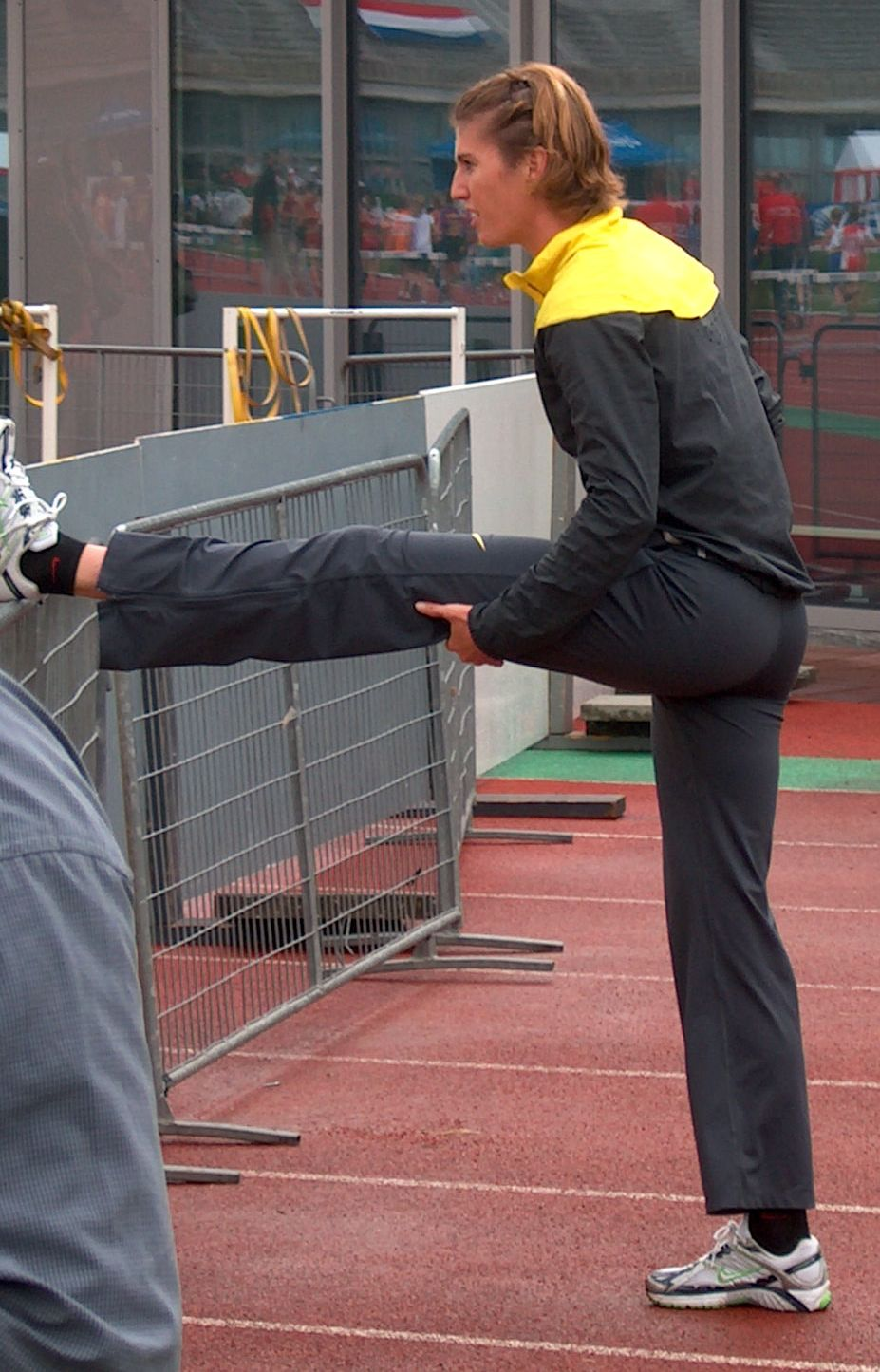
Karin Ruckstuhl, fünf Tage zuvor Siebenkampf-Vizeeuropameisterin, kam im Weitsprung mit 6,29 m nicht über die Qualifikation hinaus

| Platz | Name                     | Nation         | Bestweite (m) | 1. Versuch (m) Wind (m/s) | 2. Versuch (m) Wind (m/s) | 3. Versuch (m) Wind (m/s) |
| 1     | Oxana Udmurtowa          | Russland       | 6,88          | 6,88 / +1,5               | –                         | –                         |
| 2     | Małgorzata Trybańska     | Polen          | 6,66          | 6,66 / +1,3               | –                         | –                         |
| 3     | Jana Velďáková           | Slowakei       | 6,64          | 6,64 +/ 1,4               | 6,18 / −0,1               | 6,55 / +0,5               |
| 4     | Wiktorija Rybalko        | Ukraine        | 6,61          | x                         | 6,61 / +0,5               | x                         |
| 5     | Natalja Lebussowa        | Russland       | 6,58          | 6,58 / +1,3               | x                         | 6,58 +0,3                 |
| 6     | Adina Anton              | Rumänien       | 6,58          | 6,52 / +1,5               | 6,58 / +0,7               | x                         |
| 7     | Naide Gomes              | Portugal       | 6,53          | 6,33 / +0,9               | 6,53 / +1,2               | x                         |
| 8     | Concepción Montaner      | Spanien        | 6,49          | 6,25 / +0,3               | 4,62 / +0,5               | 6,49 / +1,1               |
| 9     | Natallja Safronawa       | Belarus        | 6,49          | 6,05 / +0,5               | 6,49 / +1,0               | x                         |
| 10    | Panayióta Koutsioumári   | Griechenland   | 6,34          | 6,10 / +0,7               | 6,34 / +0,6               | 6,32 / +0,1               |
| 11    | Daniela Lincoln-Saavedra | Schweden       | 6,34          | 6,10 / +0,6               | 6,20 / −0,4               | 6,34 / +1,0               |
| 12    | Karin Ruckstuhl          | Niederlande    | 6,29          | 6,29 / +1,4               | 6,24 / +0,4               | 6,16 / +0,6               |
| 13    | Esēnija Volžankina       | Lettland       | 6,22          | 6,22 / +0,8               | x                         | x                         |
| 14    | Alina Militaru           | Rumänien       | 6,22          | x                         | x                         | 6,22 / +0,6               |
| DNS   | Jade Johnson             | Großbritannien |               |                           |                           |                           |
| DNS   | Zita Ajkler              | Ungarn         |               |                           |                           |                           |

## Finale
13. August 2006
| Platz | Name                  | Nation       | Resultat (m) | 1. Versuch (m) Wind (m/s) | 2. Versuch (m) Wind (m/s) | 3. Versuch (m) Wind (m/s) | 4. Versuch (m) Wind (m/s)                     | 5. Versuch (m) Wind (m/s)                     | 6. Versuch (m) Wind (m/s)                     |
| 1     | Ljudmila Koltschanowa | Russland     | 6,9300       | 6,89 / +1,3               | x                         | 6,93 / +1,3               | x                                             | x                                             | 6,73 / +0,4                                   |
| 2     | Naide Gomes           | Portugal     | 6,84 w       | 6,79 / +0,4               | 6,73 / +0,4               | 4,71 / +1,3               | 6,84 / +3,0                                   | x                                             | 6,60 / +1,0                                   |
| 3     | Oxana Udmurtowa       | Russland     | 6,69 w       | 6,69 / +2,4               | 6,49 / +0,3               | 6,31 / +0,9               | 6,36 / +0,6                                   | x                                             | 6,35 / +0,5                                   |
| 4     | Wiktorija Rybalko     | Ukraine      | 6,6200       | 6,62 / +0,3               | 6,38 / +1,4               | 6,46 / +1,1               | 6,46 / +1,3                                   | x                                             | 6,38 / −0,3                                   |
| 5     | Adina Anton           | Rumänien     | 6,5400       | 6,54 / +0,8               | 6,44 / −1,4               | 6,52 / +1,1               | 6,37 / −0,3                                   | x                                             | 6,24 / +1,2                                   |
| 6     | Carolina Klüft        | Schweden     | 6,5400       | 6,36 / +0,6               | 6,33 / +0,6               | 6,54 / +1,8               | 6,46 / +0,2                                   | 6,24 / −0,6                                   | 6,40 / −0,4                                   |
| 7     | Niurka Montalvo       | Spanien      | 6,5000       | x                         | x                         | 6,50 / +0,1               | 6,22 / −0,5                                   | x                                             | 6,30 / ±0,0                                   |
| 8     | Natalja Lebussowa     | Russland     | 6,4900       | x                         | 6,20 / +1,0               | 3,70 / +1,1               | 6,49 / +0,7                                   | 6,24 / −2,0                                   | 6,40 / −0,3                                   |
| 9     | Tünde Vaszi           | Ungarn       | 6,4900       | 6,49 / +0,6               | x                         | x                         | nicht im Finale der besten acht Springerinnen | nicht im Finale der besten acht Springerinnen | nicht im Finale der besten acht Springerinnen |
| 10    | Hrisopiyí Devetzí     | Griechenland | 6,4100       | 6,37 / +1,6               | 6,38 / −0,3               | 6,41 / +0,6               | nicht im Finale der besten acht Springerinnen | nicht im Finale der besten acht Springerinnen | nicht im Finale der besten acht Springerinnen |
| 11    | Małgorzata Trybańska  | Polen        | 6,4000       | 6,29 / −0,4               | 6,40 / +1,0               | x                         | nicht im Finale der besten acht Springerinnen | nicht im Finale der besten acht Springerinnen | nicht im Finale der besten acht Springerinnen |
| 12    | Jana Velďáková        | Slowakei     | 6,2900       | 6,29 / −0,8               | 6,21 / −0,9               | 6,24 / −0,7               | nicht im Finale der besten acht Springerinnen | nicht im Finale der besten acht Springerinnen | nicht im Finale der besten acht Springerinnen |

Im Finale stand mit der Ungarin Tünde Vaszi nur eine Springerin, die bei den Europameisterschaften 2002 den Endkampf erreicht hatte. Sie schied jedoch als Neunte im Vorkampf aus. Die beiden favorisierten Russinnen erreichten am Ende die Medaillenränge, wurden aber von der Portugiesin Naide Gomes bedrängt. Gomes hatte zwar in der Halle schon Medaillen gewonnen, errang jedoch hier mit Silber die erste Medaille in einem Sprungwettbewerb für Portugal bei Freilufteuropameisterschaften überhaupt.

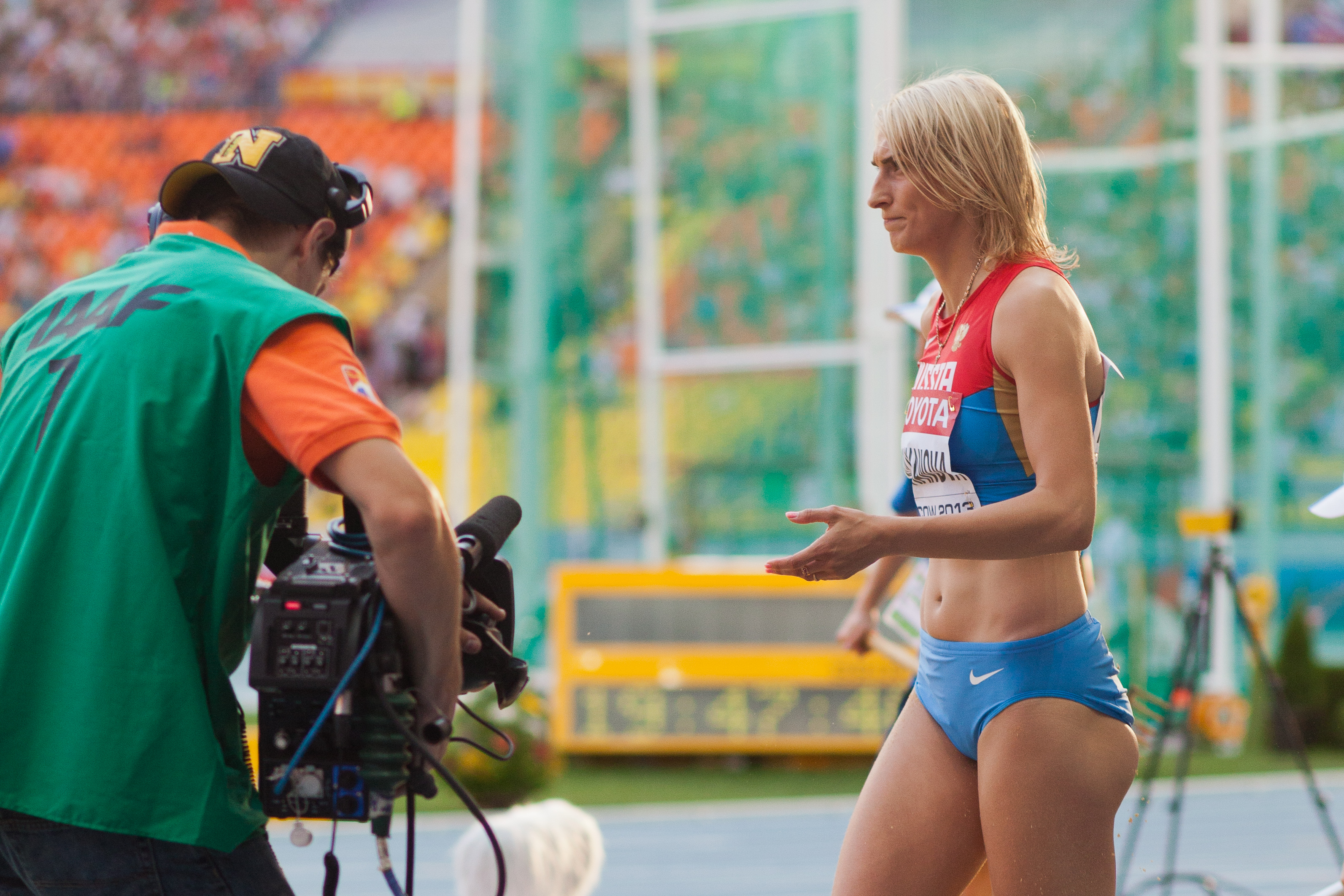
Europameisterin Ljudmila Koltschanowa
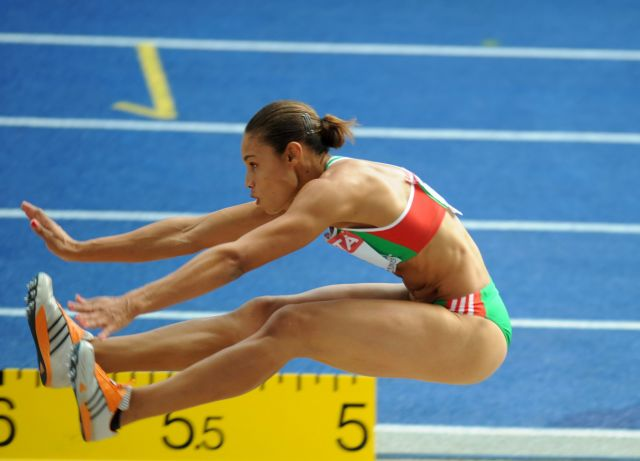
Naide Gomes – vor vier Jahren EM-Zehnte und nun Vizeeuropameisterin
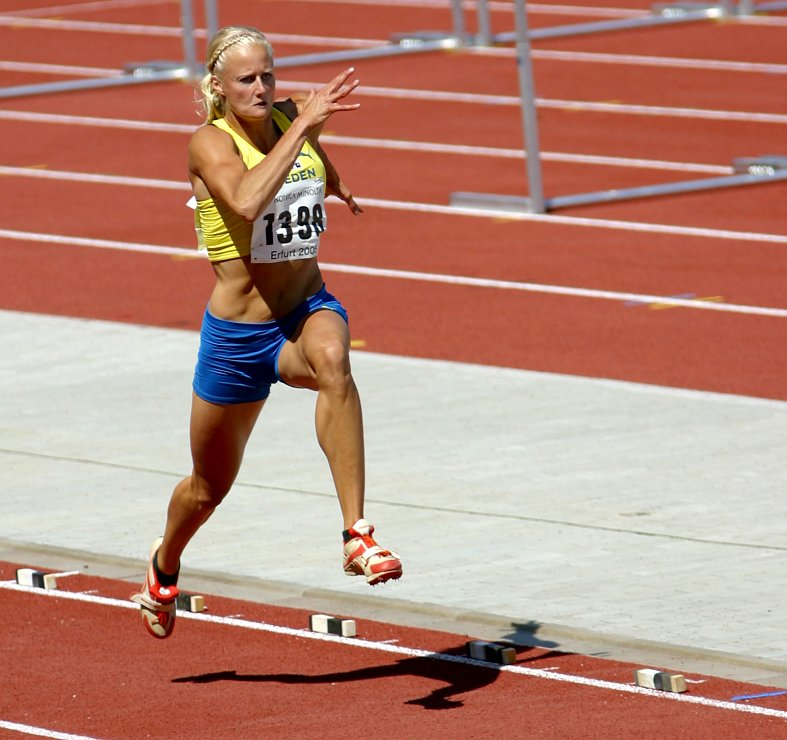
Carolina Klüft, hier in Göteborg wie vor vier Jahren Siebenkampf-Europameisterin, konnte nicht ihre Toppform zeigen und belegte Rang sechs

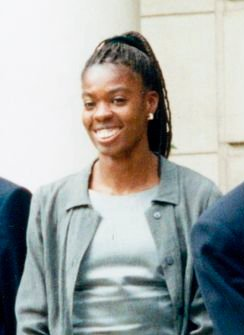
Die siebtplatzierte  Niurka Montalvo war vor vier Jahren noch in der Qualifikation ausgeschieden
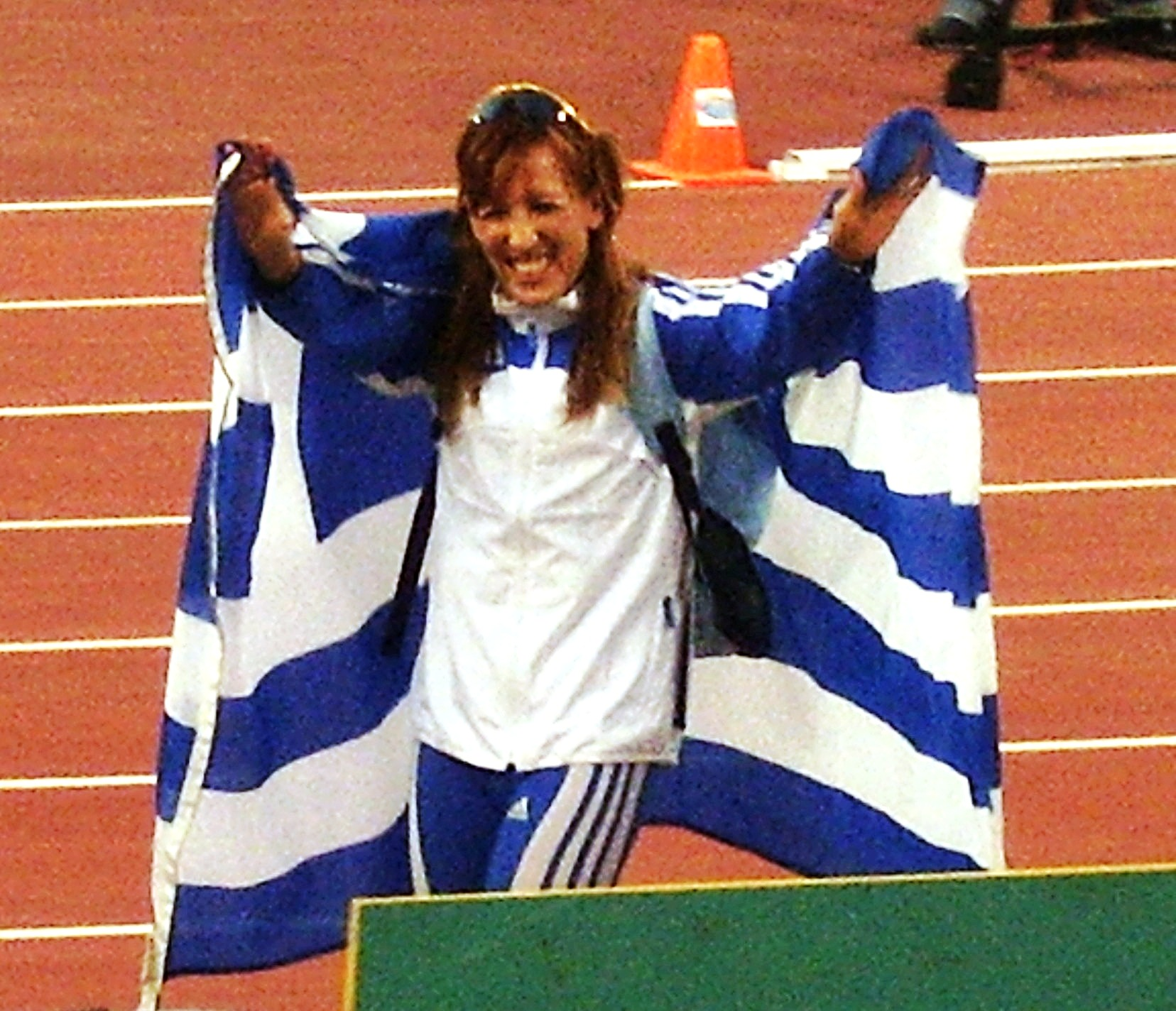
Die Vizeeuropameisterin im Dreisprung Hrisopiyí Devetzí erreichte im Weitsprung Platz zehn
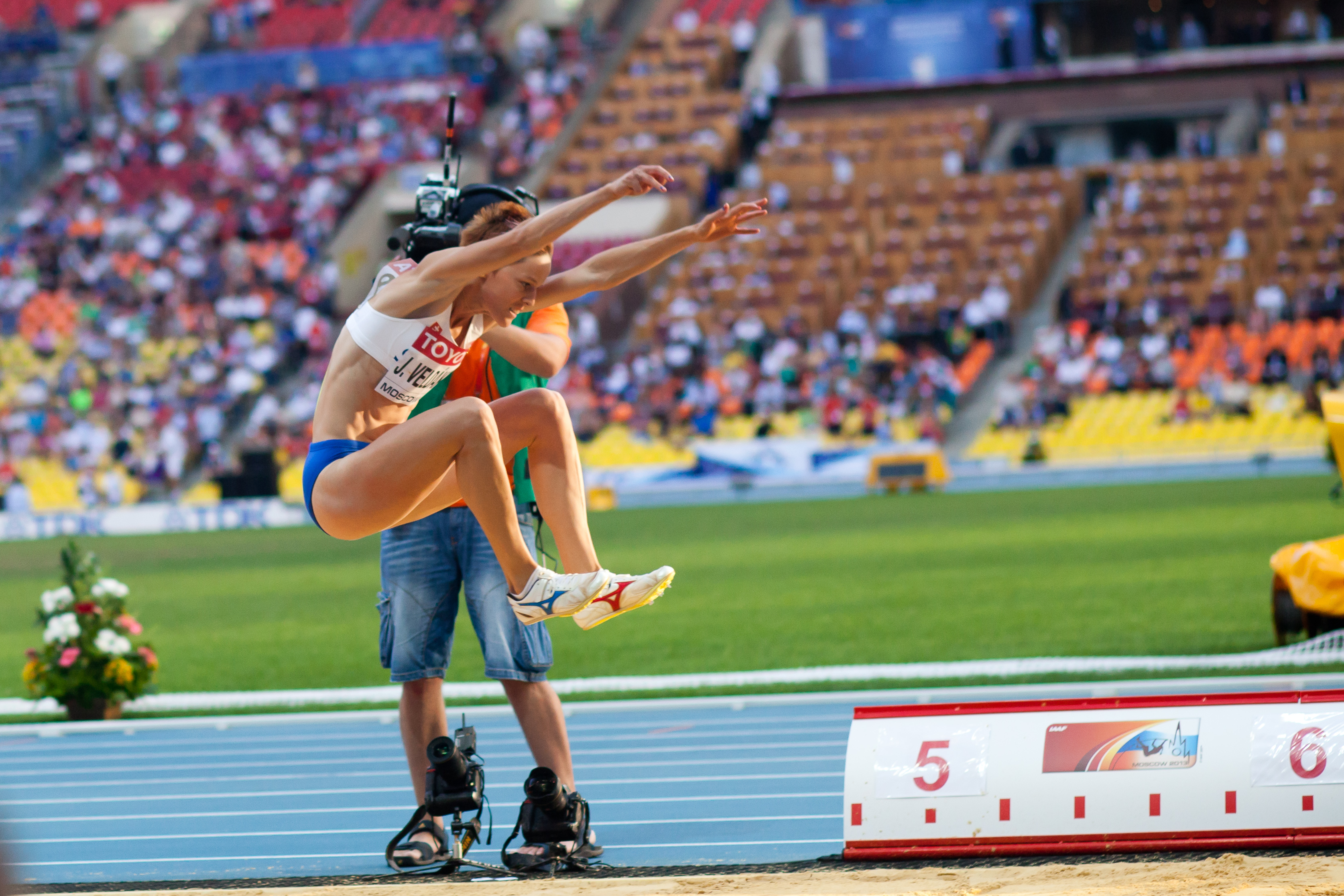
Jana Velďáková wurde Zwölfte in diesem Finale

## Videolinks
- 2006 European Championships Women's Long Jump - 1st Lyudmila Kolchanova, youtube.com, abgerufen am 31. Januar 2023
- 2006 European Championships Women's Long Jump - 2nd Naide Gomes, youtube.com, abgerufen am 31. Januar 2023
- 2006 European Championships Women's Long Jump - 3rd Oksana Udmurtova, youtube.com, abgerufen am 31. Januar 2023
- Carolina Klüft, long jump, youtube.com, abgerufen am 31. Januar 2023